# Platymantis punctatus
Platymantis punctatus är en groddjursart som beskrevs av Wilhelm Peters och Giacomo Doria 1878. Platymantis punctatus ingår i släktet Platymantis och familjen Ceratobatrachidae. IUCN kategoriserar arten globalt som livskraftig. Inga underarter finns listade i Catalogue of Life.